# Новый Троицкий
Новый Троицкий (баш. Яңы Троицкий) — деревня в Благоварском районе Башкортостана, относится к Балышлинскому сельсовету. 

## Демография
| 2002 | 2009 | 2010 |
| ---- | ---- | ---- |
| 40   | ↗42  | ↘37  |

Согласно переписи 2002 года, преобладающая национальность — башкиры (92 %).

## Географическое положение
Расстояние до:
- районного центра (Языково): 31 км,
- центра сельсовета (Балышлы): 6 км,
- ближайшей ж/д станции (Янбакты): 1 км.